# Vilhelmina norra sameby
Vilhelmina norra sameby är en sameby vars åretruntmarker huvudsakligen är belägna i Vilhelmina kommun. Den inrättades som en följd av 1886 års renbeteslag, då under namnet Vilhelmina norra lappby. Det nuvarande namnet tillkom i och med 1971 års rennäringslag. Vilhelmina norra är en av sex fjällsamebyar i Västerbottens län.

## Gränser

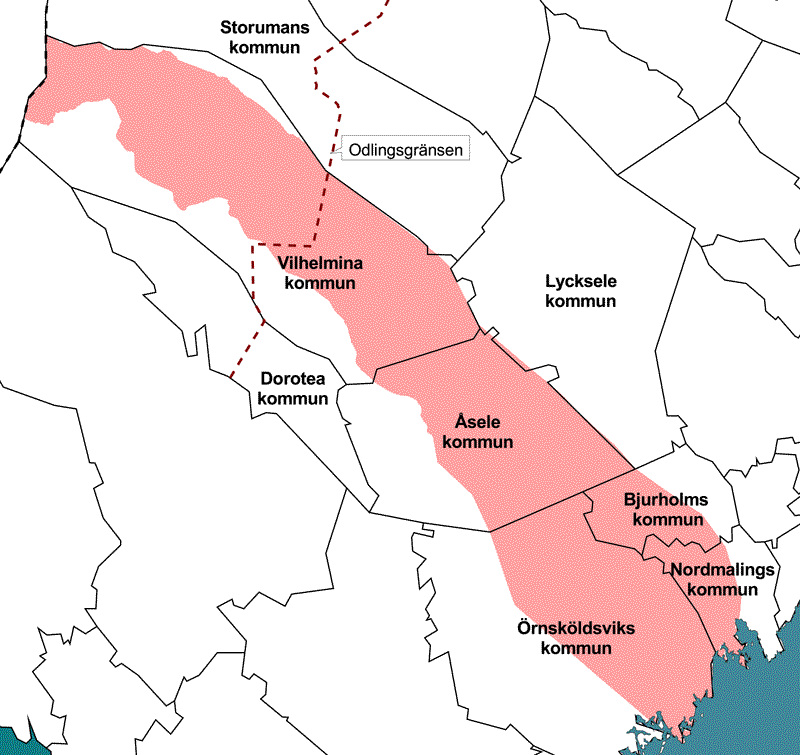
Vilhelmina norra samebys betesområde. Ovanför odlingsgränsen finns byns åretruntmarker. Nedanför odlingsgränsen får renskötsel bedrivas under tiden 1 oktober–30 april. Området nedanför odlingsgränsen är inte formellt fastställt.

Gränserna för Vilhelmina norra samebys åretruntmarker fastställdes av länsstyrelsen i Västerbottens län den 25 maj 1946. Dessa marker omfattar den norra delen av Vilhelmina kommun ovanför odlingsgränsen. I söder går gränsen mot Vilhelmina södra sameby i stort sett längs Ångermanälven och Ransarån till Bijjie Raentsere. I norr följer gränsen mot Vapstens sameby i stort sett kommungränsen mellan Vilhelmina och Storuman, förutom i Gardfjällsområdet där Vapstens område går en bit in i Vilhelmina kommun. Marsfjällen är en del av detta område.
Nedanför odlingsgränsen får renskötsel endast bedrivas under tiden 1 oktober–30 april. Där är gränserna mellan Vilhelmina norra och övriga samebyar inte formellt fastställda. Vilhelmina norra nyttjar enligt sedvana den del av Vilhelmina kommun som är belägen norr om Ångermanälven, nordöstra delen av Åsele kommun, den norra och östra delen av Örnsköldsviks kommun samt angränsande delar av Bjurholms och Nordmalings kommuner. Oftast betar byns renar vintertid längs Lögdeälven från Lögdaberg till Nedre Nyland och Norrfors samt i området runt Tallsjö och Gideälven.

## Antal företag
Samebyn bestod 2006 av ett 20-tal rennäringsföretag. Liksom i andra samebyar bedriver en del medlemmar även annan näringsverksamhet såsom turismföretag och renslakterier. År 2003 fastställde länsstyrelsen det högsta renantalet till 11 000, årskalvar oräknade. Beslutet upphävdes dock 2006, och tills vidare gäller det högsta renantal som anges i 1946 års byordning: 8 400 renar, årskalvar oräknade.

## Samiskt språkområde
Vilhelmina norra sameby ligger inom det sydsamiska språkområdet.
Under 1930-talet flyttade två familjer in i byn till följd av tvångsförflyttningen av Karesuandosamer. De talade nordsamiska och förde med sig det nordliga släktnamnet Baer.